# Chisom Chikatara
Chisom Chikatara, né le 24 novembre 1994 à Abia au Nigeria, est un footballeur nigerian évoluant au poste d'attaquant.
Il joue avec Al Shabab Manama et l'équipe du Nigeria.

## Palmarès
- Wydad de Casablanca
  - Champion: Championnat du Maroc de football 2016-2017
  - Champion: Ligue des champions de la CAF 2017